# Som Connexió
Som Connexió és una cooperativa de telecomunicacions sense ànim de lucre, nascuda l'any 2014 a Catalunya, que té per objectiu avançar cap a una sobirania d'infraestructures i serveis de telecomunicacions, basant-se en principis ètics, socials i col·laboratius. La cooperativa és la suma de dos col·lectius independents: Eticom, creada en el laboratori-incubadora de projectes Gats del Prat, i Som Connexió, una plataforma originària de Rubí. Va ser fundada a partir d'uns 300 socis, que incloïen membres de la cooperativa d'energia verda Som Energia, amb l'ànim de replicar el model d'aquesta cooperativa en el camp de les telecomunicacions, i postular-se com una alternativa a les grans operadores. Des de l'any 2015 ofereix serveis de telefonia mòbil (a través de l'arrendament de la xarxa d'Orange Espanya), telefonia fixa i internet a tot l'Estat Espanyol convertint-se així en la primera cooperativa de l'estat espanyol en oferir telefonia mòbil. Actualment, la seva seu es troba al Prat de Llobregat, i a finals de 2018, la cooperativa tenia 15 treballadors, 4.606 socis, 306 entitats sòcies o patrones i 14 voluntaris, assolint una facturació anual de 1.129.852 €. Els socis de Som Connexió fan una aportació inicial de capital social de 100 € i tenen dret a decidir a les assemblees que la cooperativa celebra periòdicament. La cooperativa participa habitualment en iniciatives en favor de la sobirania tecnològica com el Mobile Social Congress, el TecnoFESC o ereuse.org. El 2018 Som Connexió va ser guardonada amb un dels premis Reconeixements Coopcat, atorgats per la Confederació de Cooperatives de Catalunya.